# Olga Dvirna
Olga Dvirna (née le 11 février 1953 à Wasjutintsi) est une athlète représentant l'URSS, spécialiste du demi-fond et notamment du 1 500 mètres.

## Biographie
Lors des Championnats d'Europe de 1982, Olga Dvirna remporte le titre sur 1 500 mètres devant sa compatriote Zamira Zaytseva et l'Italienne Gabriella Dorio.

### Palmarès
| Date | Compétition                   | Lieu           | Résultat | Épreuve | Performance   |
| ---- | ----------------------------- | -------------- | -------- | ------- | ------------- |
| 1970 | Championnats d'Europe juniors | Paris-Colombes | 3e       | 1 500 m | 4 min 28 s 37 |
| 1979 | Universiade                   | Mexico         | 2e       | 800 m   | 2 min 00 s 77 |
| 1979 | Universiade                   | Mexico         | 2e       | 1 500 m | 4 min 14 s 5  |
| 1981 | Universiade                   | Bucarest       | 3e       | 1 500 m | 4 min 06 s 39 |
| 1982 | Championnats d'Europe         | Athènes        | 1re      | 1 500 m | 3 min 57 s 80 |

### Records
| Épreuve      | Performance   | Lieu    | Date            |
| ------------ | ------------- | ------- | --------------- |
| 800 mètres   | 1 min 56 s 9  | Podolsk | 21 août 1982    |
| 1 500 mètres | 3 min 54 s 23 | Kiev    | 27 juillet 1982 |